# Kristen sionism

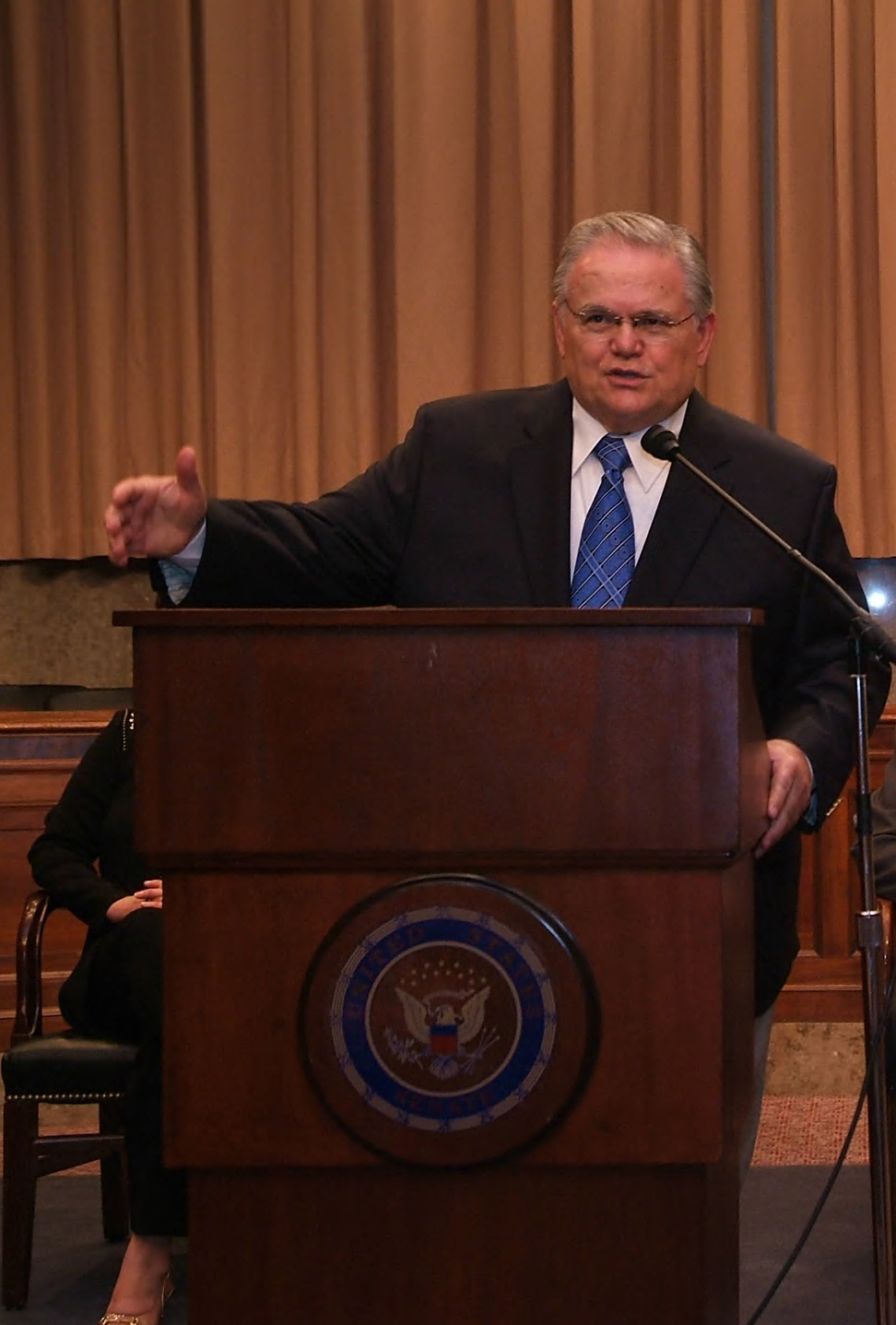
Pastor John Hagee, grundare av Christians United for Israel, 2007, den mest inflytelserika organisationen i den pro-israeliska lobbyn i USA.

Kristen sionism, evangelisk sionism, är en form av sionism som är vanlig bland annat bland bibeltrogna (av kritiker kallade fundamentalistiska) och pentekostala kristna rörelser, särskilt bland USA:s högerkristna. Kristna sionister och andra kristna Israelvänner ingår i den pro-israeliska lobbyn i USA, vilket är en viktig förklaring till konservativa amerikanska politikers hotfulla uttalanden mot Iran, vars kärnforskning man uppfattar som ett hot mot staten Israels existens. I Israel–Palestina-konflikten visar många kristna sionister förståelse för att Israels militära attacker har lett till många fler civila palestinier dödas än israeler, men betraktar inte attackerna som en viktig orsak till framväxandet av palestinsk terrorism, utan förklarar istället terrorismen med Islam som religion. Vissa vill verka för att Israel återfår samma geografiska territorium som under kung Salomos rike, och understödjer därför Israelisk bosättning på mark som enligt internationell rätt är palestinsk men som efter sexdagarskriget 1967 har ockuperats av Israel. Man är förstående inför Israels anspråk på Jerusalem men är oförstående inför att även muslimer och palestinska kristna betraktar Jerusalem som helig stad. Man är skeptisk till tvåstatslösningen på konflikten. Förutom teologiska argument hänvisar man till att Israel som enda demokratin i Mellanöstern behöver stöd, att palestinierna vägrar att erkänna Israel och att Israels existens är hotad därför att många muslimska ledare har uttryckt en önskan om att Israel som stat skall förintas. Man går ibland i polemik med företrädare för klassisk kristen tro som inte anser att kristendomen skall favorisera några etniska grupper, stater eller regimer. Åsikterna förekommer bland kristna som kallar sig Israelvänner, också i Sverige, även om inte alla i den grupperingen vill beteckna sig själva som sionister. Beskrivningar av Islam som väsensskild från judendom och kristendom och generellt ond, och antimuslimska konspirationsteorier, är vanliga i dessa sammanhang.

## Kristen sionism i Sverige
Uppfattningarna förekommer även i vissa skandinaviska frikyrkor, och framträder idag särskilt tydligt inom USA-influerade rörelser med konservativ bibelsyn såsom trosrörelsen och pingströrelsen. Sionismen utgör motivet till skandinaviska insamlingar för att hjälpa judar att lämna exempelvis Ryssland, och bygga israeliska bosättningar på palestinsk mark. Den värdekonservativa och USA-influerade kristna tidskriften Världen idag, med rötter i församlingen Livets Ord, tar ofta ställning för kristen sionism i krönikor och ledare, och menar att svensk media och svenska politiker på vänsterkanten visar för liten förståelse för det Israeliska perspektivet. Förr tog tidningen Dagen tydligare ställning för sionism, men har på senare år utgått tydligare från internationell rätt och även belyst det palestinska perspektivet. Ett antal frikyrkliga profiler engagerar sig i Israelvänliga organisationer som Samfundet Sverige-Israel och Svensk Israel-Information.

## Teologisk syn

### Har judarna ett företräde?
Kristna sionister anser att Guds geografiska löften i Gamla testamentet till judarna fortfarande gäller. Många kristna sionister tror också att Israels folk förblir en del av Guds utvalda folk, tillsammans med omvända, det vill säga att både gamla och nya förbundet gäller parallellt (engelska dual-covenant theology), med hänvisning till Romarbrevet 11. Detta i motsättning till den klassiska kristendomens så kallade ersättningsteologi, där gamla förbundets lag har ersatts av nya förbundets nåd och frälsning till dem som tror. Klassisk kristendom inriktar sig enbart på den personliga omvändelsen (frälsningen) och att omvända icke troende (missionsbefallningen). Man tonar ned judarnas särställning i Nya Testamentet och betonar att Nya testamentet flera gånger säger att Gud inte gör skillnad på folkgrupper, och därför är folkgruppstillhörighet och staters geografiska territorier mindre relevanta ur religiöst perspektiv. Ur det perspektivet finns ingen anledning att stödja bildandet och utökandet av en judisk stat på muslimska och kristna palestiniers bekostnad. 
Huruvida det i Nya Testamentet i Bibeln finns stöd för tanken att judarna fortfarande skulle ha något företräde framför hedningar (icke-judar) är omdebatterat. Kristna sionister menar att Paulus, som själv var jude, klargör detta förhållande i Romarbrevet kap. 11 på så sätt, att judarna har ett företräde genom att det är på deras andliga grund som kristendomen vilar. Evangelium skulle under den första missionsepoken först förkunnas för judar. Judarna har också ett företräde i det att det är till deras gamla hemland Jesus kommer att återvända från himlen, för att där upprätta sitt tusenåriga fridsrike. Paulus säger däremot, enligt kristna sionister, att judarna inte har något företräde till Guds tron på grund av sin härkomst. För både jude och grek (dvs alla andra) gäller att tron på Kristus är enda försoningsvägen till Gud.

### Tolkning av Bibelns profetior om den sista tiden
Kristen sionism är vanligt inom eskatologiska rörelser och tolkar den moderna staten Israels bildande (enligt FN:s beslut 1948) som en uppfyllelse av gammaltestamentliga profetior. Kristen sionism tolkar Uppenbarelseboken så att det judiska folket måste återförenas i Israel före Kristi återkomst, och att Israel måste återerövra de landområden man hade under biblisk tid. Den sekulära sionismen tolkas ur ett religiöst perspektiv som nödvändig för att uppenbarelsebokens profetior skall kunna tolkas och gå i uppfyllelse. Därför menar man att alla judar har en plikt att flytta till Israel, och uppmuntrar Israels ockupation av Västbanken och Gazaremsan, vilka anses ingå i Israel (Yeretz Jisroel) sådant det geografiskt beskrivs i Bibeln. Flera verkar även för att återuppbygga Jerusalems tempel, ett annat tecken man anser behövs för Harmagedon.
Inom kristna rörelser som betonar att vi lever i den sista tiden, upplever man sig ibland ha ett uppdrag att påskynda Jesus återkomst och de händelser som skall föregå denna händelse enligt Bibelns profetior. Detta används som argument för kristen sionism, och motarbetande av kompromisser och överenskommelser för att uppnå nedrustning i området.

### Kristendomen grundades av judar
Trots att kristna menar att vi lever i Nya förbundets tid efter att Jesus dog, så läser fortfarande kristna Gamla Testamentet regelbundet, även om man har tagit avstånd från dess renlighetslagar. Inom kristendomen i allmänhet finns därigenom ett stort intresse för det judiska folkets  och landet Israels historia och seder. 
Ett typiskt kännetecken för kristna sionister är att de dessutom anser att judarna genom Guds löftesord, som han inte kan svika, ännu utgör huvudstammen av Guds utvalda folk. Nya Testamentets folk, det vill säga de kristna, har så att säga inympats i den stammen, genom tron på Jesus. Dock menar de flesta kristna sionister, liksom kristna i allmänhet, att judarna, för att själva inte bli bortbrutna från sin stam, måste erkänna Jesus som Messias.  Den första kristna församlingen bestod av judar, och det finns även idag många kristna församlingar och förkunnare, som är av judisk härkomst. Detta innebär enligt kristna sionister att kristendomen i grunden bara är en förnyelse av den gammaltestamentliga judiska tron, där också "hedningar" fått tillträde, genom Jesus Kristus. 
Det palestinska folket är uppkallat efter filistéerna som levde i samma område under antiken och omnämns i Gamla Testamentet, men palestinierna har en komplex historia av migration. Det är därför inte entydigt fastställt att de ska betraktas som ättlingar till filistéerna. De har emellertid levt åtminstone i hundratals år i regionen. En åsikt som förekommer bland kristna sionister är att palestinier inte existerar som en folkgrupp, eftersom folket i området inte har haft självstyre i modern tid, och att de skall vara flyttbara till sina "bröder" i omgivande arabländer. Det förekommer också att kristna sionister betraktar alla palestinier som muslimer, eller i alla fall att den kristna minoriteten av dem bör ignoreras för Israels sak.

## Judarnas syn på kristen sionism
Den kristna sionismen är omstridd i judiska kretsar, i dagsläget finns det 2 huvudinriktningar, för och emot:
- De kristna sionisternas syn på judarna som ett redskap för Kristi återkomst, idén att judar inte hör hemma någon annanstans än i Israel och motståndet mot att Israel skall sluta fredsavtal retar många judar som ser kristen sionism som instrumentalisering av det judiska folket och en typ av antisemitism. Ledande kristna sionister har exempelvis uttryckt att Guds straff kommer drabba Israeliska ledare som förhandlar om land eller fred.[5] Dessutom präglas kristen sionism av idén att fredsförhandlingar försinkar det väntade storkriget (med kärnvapen) i Israel, vilket anses förebåda jordens undergång (Harmageddon) och Jesu återkomst. Från judiskt håll menar man att det inte både går att kalla sig Israelvänlig och samtidigt önska Israels undergång som slutmål.

- Många militanta judiska sionister, speciellt inom bosättarrörelsen anser att det politiska stödet för Israels politik från de kristna sionisterna, och inte minst stödet för ockupationen och bosättningar är så värdefullt att det måste uppmuntras, även om man inte delar de kristna sionisternas idéer och målsättning/slutmål.

## Kristna sionisters roll för den judiska sionismen
Kristna sionister och kristna judar spelade en stor roll för den judiska sionismens och staten Israels tillkomst.
Historikern Barbara Tuchman spårade i sin bok Bibeln och Svärdet den kristna sionismens ursprung till England, från dess tidigaste dagar till den fulla utblomningen i den viktorianska eran. Det var där kristna sionister vann sina tidigaste anhängare, inklusive sådana inflytelserika förespråkare som författarna George Eliot (Daniel Deronda), Laurance Oliphant och den mindre kända Charlotte Elizabeth (Judea Capta). Vidare fanns viktiga statsmän som Lord Salisbury och Lord Shaftesbury, och militärer som Colonel Churchill, vilka alla inspirerades av en vision baserad på biblisk historia, som ledde dem att undersöka möjligheterna till denna visions förverkligande. Genom föredrag och författande främjade de återupprättelsen av en judisk stat i vad som, sedan romartiden, för västerländsk kristendom varit känt som Heliga landet eller Palestina, i deras samtid en övergiven (källa Samuel Goldman God's Country 2018 s 85-86) landsända under osmanskt styre.

## Den kristna sionismen i USA
Den kristna sioniströrelsen i USA anses av vissa vara en viktigare faktor för USA:s proisraeliska politik än de amerikanska judiska organisationerna och lobbygrupperna. För denna teori talar det faktum att flertalet amerikanska judar i valen röstar på Demokraterna - tre fjärdedelar stödde John Kerry i presidentvalet 2004 - och många förordar en tvåstatslösning i Israel-Palestinakonflikten.
Detta skiljer sig avsevärt från den mera aggressiva hållningen, -och skepsis mot fredliga lösningar som kännetecknar den Kristna Sionismen, och vars politiska uppbackning istället finns inom de konservativa republikanska kretsarna.